# Chlamigala
Chlamigala là một chi bọ cánh cứng trong họ Chrysomelidae.
Chi này được Medvedev & Bezdek miêu tả khoa học năm 2002.

## Các loài
Chi này gồm các loài:
- Chlamigala mirabilis Medvedev & Bezdek, 2002